# محلة بنت إسماعيل
محلة، بحسب الكتاب المقدس، هي الزوجة الثالثة لعيسو، ابنة إسماعيل وأخت نابت. أخذ عيسو محلة من منزل إسماعيل لتكون زوجته، بعد أن رأى أن الزوجات الكنعانيات أغضبت والده إسحاق.
سعى عيسو إلى هذا الاتحاد مع غير الكنعاني، في محاولة للتوفيق بين علاقته بوالديه، وبالتحديد مع والده إسحاق الذي طلب بركته. ومع ذلك، لا يوجد سجل لموافقة والديه على اتحاد عيسو ومحلة. فولدت وأنجبت له رَعُوئِيلَ ومعناه «رعاية الله».
من ناحية أخرى، في سفر التكوين 36: 2،3، سُميت زوجات عيسو الثلاث بأسماء مختلفة ؛ ذكرت عائلته أنها تتكون من امرأتين كنعانيتين، عدا بنت إيلون الحثي وأهوليبامة، وثالثة: بسمة بنت إسماعيل. يقارن بعض العلماء بين الزوجات الثلاث المذكورة في سفر التكوين 26 و 28 بتلك المذكورة في سفر التكوين 36، على النحو التالي:
- بسمة (سفر التكوين 26: 34) ابْنَةَ إِيلُونَ الْحِثِّيِّ[8] = عدا (سفر التكوين 36: 2)، بِنْتَ إِيلُونَ الْحِثِّيِّ.[9]
- يَهُودِيتَ (سفر التكوين 26: 34) ابْنَةَ بِيرِي الْحِثِّيِّ[8] = أهوليبامة (سفر التكوين 36: 2) بِنْتَ عَنَى بِنْتِ صِبْعُونَ الْحِوِّيِّ،[9] وهي أيضًا كنعانية ؛
- محالة (سفر التكوين 28: 9) بِنْتَ إِسْمَاعِيلَ بْنِ إِبْرَاهِيمَ، أُخْتَ نَبَايُوتَ[10] = بسمة (سفر التكوين 36: 3) بِنْتَ إِسْمَاعِيلَ أُخْتَ نَبَايُوتَ،[11] ابنة عم عيسو وزوجته الثالثة.

ويعتقد بعض الباحثين أن محلة هي نفسها بسمة، وأن عيسو قد غيّر اسمها إلى محلة.